# Pniówek (województwo lubelskie)
Pniówek – wieś w Polsce, położona w województwie lubelskim, w powiecie zamojskim, w gminie Zamość. Oddalona jest od Zamościa o ok. 4 kilometry. 
Wieś jest sołectwem w gminie Zamość. Według Narodowego Spisu Powszechnego Ludności i Mieszkań z roku 2011 wieś miała 878 mieszkańców.
Do 11 października 1973 roku miejscowośc była położona na terenie gminy Łabunie.
Początkowo nazywana była Pniowem, ale już na początku XVII wieku w starych archiwach widnieje jako Pniówek.
W miejscowości znajduje się Szkoła Podstawowa oraz funkcjonuje Ochotnicza Straż Pożarna. Ochotnicza Straż Pożarna w Pniówku stanowi pododdział strażacki jednostek Ochotniczych Straży Pożarnych Gminy Zamość.
14 czerwca 2015 roku odbyły się obchody Jubileuszu 65-lecia Ochotniczej Straży Pożarnej w Pniówku. Przez wieś przepływa rzeka Pniówski Rów, czyli dopływ rzeki Łabuńki.

## Części wsi
| SIMC    | Nazwa              | Rodzaj    |
| ------- | ------------------ | --------- |
| 0906427 | Kolonia Dolna      | część wsi |
| 0906433 | Kolonia Górna      | część wsi |
| 0906440 | Piaskowa Wschodnia | część wsi |
| 0906456 | Piaskowa Zachodnia | część wsi |
| 0906462 | Stara Wieś         | część wsi |
| 0906479 | Zagóra             | część wsi |

## Historia

### Osadnictwo
Pierwsze ślady osadnictwa na terenie Pniówka notuje się w neolicie około (5500- 5200 p.n.e.). Podczas wykopalisk archeologicznych znajdowano ułamki naczyń glinianych z kultury ceramiki wstęgowej rytej, kamienne toporki oraz gliniane tygielki z okresu kultury pucharków lejkowych, a także liczne ślady osadnictwa we wczesnej epoce brązu. Na terenie wsi odkryto także bardzo bogate osadnictwo związane z kulturą łużycką. Odnaleziono cmentarzysko ciałopalne, około 40 grobów, pełnych urn ze spalonymi ciałami oraz przedmioty codziennego użytku, jak dziecięce zabawki i bucik.

### Rozwój
Pierwsza wzmianka o Pniowie pochodzi z 1404 r., kiedy to Jan Czuryło (Cyryl), bratanek Dymitra z Goraja i współdziedzic włości szczebrzeskiej, protoplasta rodu Czuryłów ze Stojanic, podarował pół wsi swemu słudze Kryskowi na prawie lennym. Od Kryska wywodziła się lenna szlachta, która od posiadanej części
wsi przyjęła nazwisko Pniowskich. Pniów w dokumentach określany był wówczas mianem „villa vasallica”, czyli „wieś lenna”.
W roku 1526 Felix Zamoyski wojski bełzki i sędzia ziemski chełmski maiąc zezwolenie od rzeczoney Elżbiety z Tarnowa (wojewodziny sandomierskiej) nabył dziedzictwa połowy Pniowa od Niemierzy Żdanowskiego z uwolnieniem tej połowy od prawa wasalatu.
Wedle dyplomu cesarza Józefa II z 1786 r. folwark z wsią zaliczały się do klucza lipskiego Ordynacji.
W 1827 roku wieś należała do parafii Lipsk i posiadała 30 domów zamieszkałych przez 208 mieszkańców.
Wieś rozwijała się wolno, podmokłe bagienne tereny oraz słaba ziemia utrudniały pracę rolną. Pod koniec XVIII wieku podjęto decyzję o melioracji, co przyśpieszyło rozwój Pniówka. Na początku XIX wieku we wsi znajdował się folwark, dwór, skarbiec murowany, budynki gospodarskie, karczma i zajazd. W połowie XIX wieku wydano zgodę na nabywanie i dzierżawę ziemi we wsi Pniówek, przez Żydów. Józef Khan- Żyd i właściciel folwarku w Pniówku, założył w nim olejarnię. W 1880 roku, podczas spisu ludności wiejskiej we wsi mieszkało 104 osoby wyznania rzymskokatolickiego i 174 osoby wyznania prawosławnego oraz kilka osób wyznania mojżeszowego.
Według Słownika geograficznego Królestwa Polskiego z roku 1887 Pniówek stanowił wieś i folwark w dolinie rzeki Łabuńki. W roku 1887 miał 4 domy dworskie i 29 włościańskich ze 104. mieszkańcami katolikami i 174. prawosławnymi. Folwark Pniówek należał do dóbr ordynacyi Zamoyskich  włościanie zajmują wówczas  688 mórg. Gleba według notki słownika urodzajna, lasu nie ma.
Na początku XX wieku powstała we wsi szkoła powszechna polska jednoklasowa, później dwuklasowa o czterech oddziałach.
W latach 1915–1916 na terenie miejscowości znajdowała się stacja linii kolejowej Bełżec-Trawniki o nazwie „Neu-Hanau”.

### OkresII wojny światowej

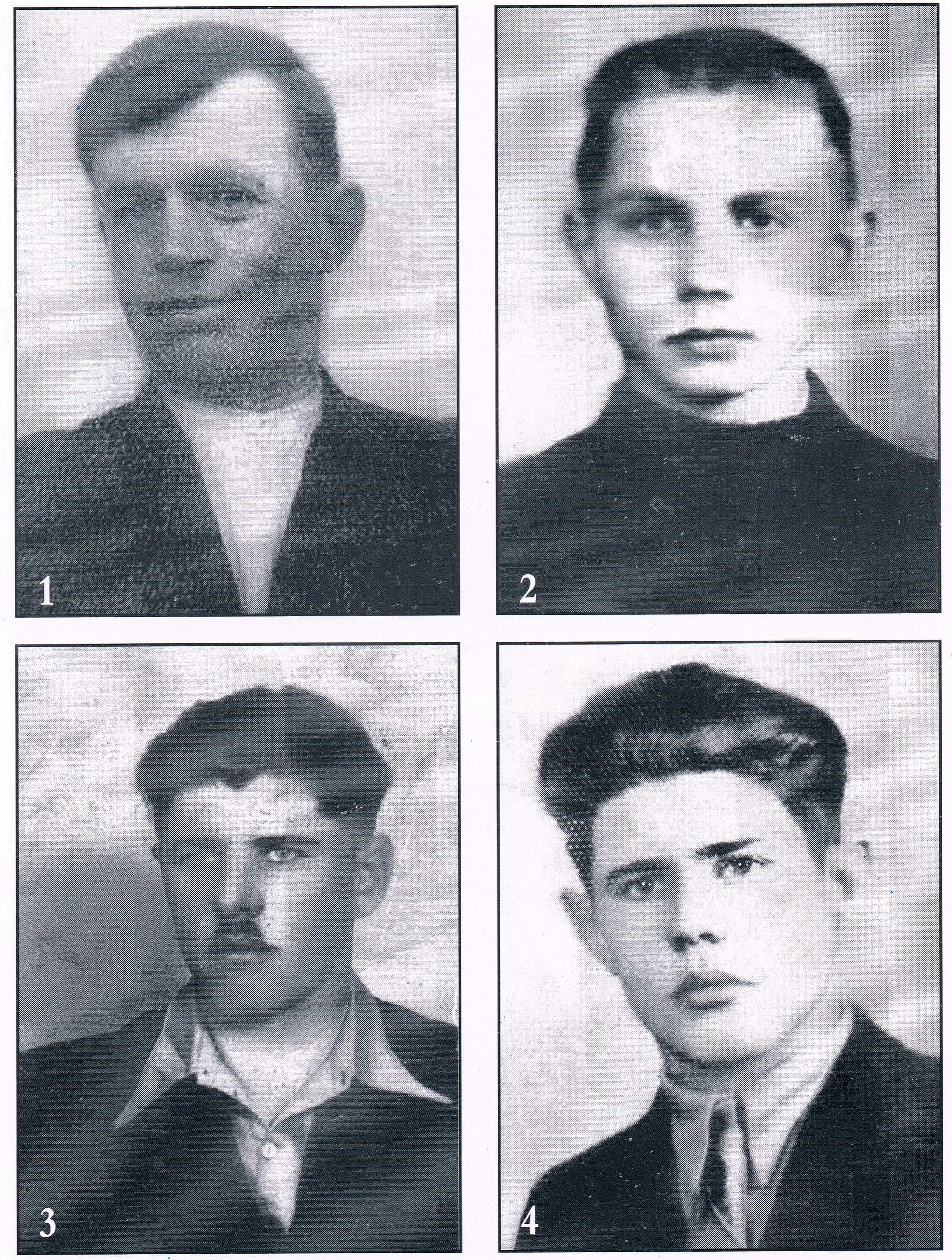
Zamordowani na Rotundzie Zamojskiej, 1 kwietnia 1944 roku. 1. Władysław Szala, 2. Jan Szala, 3. Antoni Pitak oraz 4. Roman Pitak

W 1939 roku wieś została zajęta przez Niemców. W Pniówku istniała przez cały okres okupacji siatka konspiracyjna ZWZ- AK, zorganizowana przez wachmistrza A. Wojtasa i H. Juszczaka. Podczas wojny Pniówek nie był wysiedlony. Był on dla Niemców niedostępny gdyż jedyna droga od Kalinowic była nieprzejezdna, bagnista, a sama miejscowość leży na podłożu borowiny.
1 kwietnia 1944 (Wielki Piątek) na Rotundzie Zamojskiej dokonano egzekucji 10 mieszkańców wsi Pniówek:
1. Albinger Michał, ps Swojak syn Piotra lat 44 i zamieszkały w Pniówku pow. zamojski rolnik,
2. Albinger Mieczysław, ps. Hebel syn Michała i Marii z.d. Bożek lat 19 ur. i zam. w Pniówku pow. Zamość, rolnik
3. Klimek Czesław, ps. Mały, syn Józefa i Franciszki z.d. Mękal lat 19 ur. i zam. w Pniówku pow. Zamość, rolnik
4. Klimek Józef, ps. Ludowiec lat45 zam. w Pniówku pow. Zamość rolnik, plutonowy dowódca drużyny C.K.M.
5. Kawałko Bolesław, ps. Grobelka syn Szymona lat 19 ur. w Stanach Zjednoczonych, zam. w Pniówku pow. Zamość
6. Pitak Antoni, ps. Wrona syn Franciszka i Marii z.d. Smarkal lat 23 ur. i zam. w Pniówku pow. Zamość, rolnik
7. Pitak Roman, ps. Czarny syn Franciszka i Marii z.d. Smarkal lat 20 zam. w Pniówku pow. Zamość, robotnik
8. Szala Jan, ps. Młody lat 21 ur. i zam. Pniówek pow. Zamość, syn Władysława i Feliksy z.d. Waśko, krawiec
9. Szala Władysław, ps. Fornal lat 41 zam. w Pniówek w pow. Zamość, rolnik; wcześniej żołnierz Marszałka Józefa Piłsudskiego
10. Zawrotniak Józef, syn Michała lat 19 ur. we wsi Jatutów zam. Pniówek pow. Zamość rolnik.

Wchodzili oni w skład placówki terenowej Obwodu Zamość AK we wsi Pniówek liczącej 38 żołnierzy, którą dowodził plut. Edward Kudyk, ps. Prędki.

## Historia nowożytna
Po roku 1972 Pniówek oraz Jatutów, Kalinowice i Wólka Panieńska wchodziły w skład Gminy Łabunie. Po 1973 roku utworzono Gminę  Zamość. Przyłączono również do Gminy Zamość z gmin Łabunie i Sitno miejscowości: Jatutów, Kalinowice, Pniówek, Wólka Panieńska i Szopinek. W latach 1975–1998 miejscowość położona była w województwie zamojskim.
W latach 60. zelektryfikowano wieś, a w latach 90. założono linie telefoniczną, założono instalacje gazową i rozpoczęto rozbudowę istniejącej małej szkoły, którą ukończono  w 1998 roku.

### Pomnik żołnierzy AK
W 2005 roku odsłonięto pomnik usytuowany na terenie Szkoły Podstawowej w Pniówku upamiętniający pomordowanych żołnierzy AK. Kształt artystyczny pomnikowi nadał zamojski plastyk Marek Rzeźniak.

## Fauna i flora
Kompleks stawów rybnych o powierzchni 56 hektarów oraz rozległe obszary wilgotnych łąk stwarzają dogodne warunki siedliskowe dla bogatej gatunkowo awifauny. Zgrupowanie ptaków jakie odnotowano na tym terenie liczy ponad 30 gatunków, w tym większość lęgowych. Najliczniejsze są ptaki wodno-błotne: sieweczki, rybitwy: białoskrzydła i białowąsa, bataliony, rycyki, mewy pospolite i srebrzyste. Liczne są kaczki krzyżówki, łyski, cyranki, gęsi białoczelne, płaskonosy. Żyją tu także drapieżniki: błotniaki stawowe i kobuzy. Cicha, oddalona od ruchliwych dróg wieś jest elementem ekologicznego „zielonego pierścienia” wokół Zamościa.

## Turystyka

### Trasa rowerowa gminy Zamość
Pniówek znajduje się na trasie rowerowej gminy Zamość. Trasa wiedzie przez padół Zamojski na skraj Roztocza Środkowego. Stanowi pętlę rozpoczynającą się na przedmieściu Zamościa w Skokówce a kończy w miejscowości Płoskie. Prowadzi przez teren w większość wylesiony gdzie przeważają pola i łąki. Cały szlak przebiega przez otulinę Roztoczańskiego Parku Narodowego.
 Ścieżka rowerowa Gminy Zamość „Na skraju Roztocza”. Trasa: Mokre – Hubale – Wychody – Skaraszów – Wólkę Wieprzecką – Wierzchowiny – Zarzecze – Lipsko Polesie – Lipsko – Lipsko Kosobudy – Białowolę – Pniówek – Zwódne i Skokówkę. Dwukierunkowe oznakowanie szlaku pozwala na zmianę kierunku jazdy. Długość trasy to 40,5 km, ok. 4 godz.
Na ostatnim odcinku trasy z Pniówka do Skokówki możemy podziwić panoramę starego miasta Zamościa i nowych osiedli.

### Świetlica i tereny rekreacyjne
We wsi funkcjonuje świetlica wiejska a w jej pobliżu zlokalizowane są tereny rekreacyjne.